# Tipula fabiola
Tipula fabiola är en tvåvingeart som beskrevs av Mannheims 1968. Tipula fabiola ingår i släktet Tipula och familjen storharkrankar. Inga underarter finns listade i Catalogue of Life.